# سبک (هنرهای تجسمی)

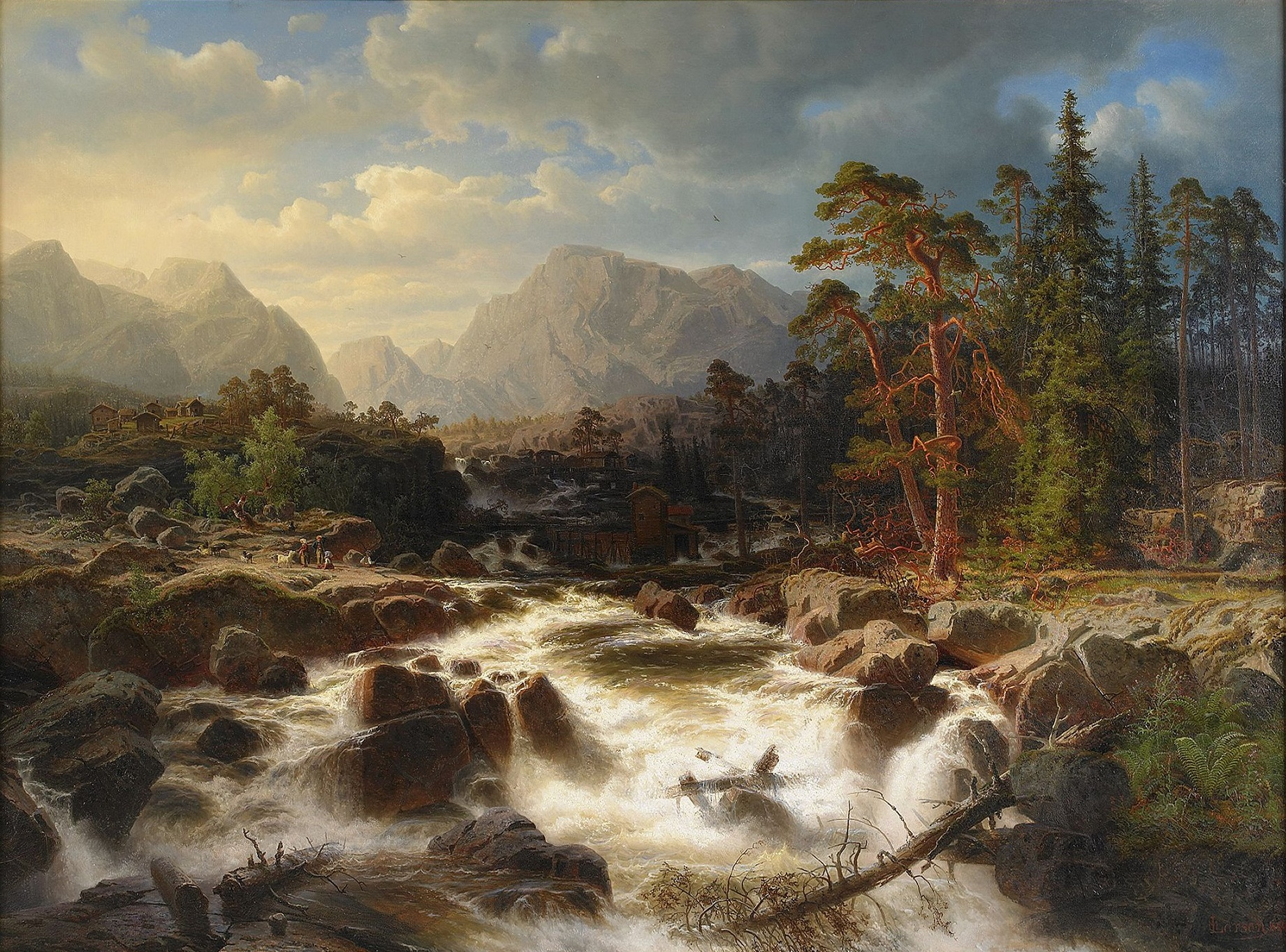
نقاشی منظره آبشار (۱۸۵۴)

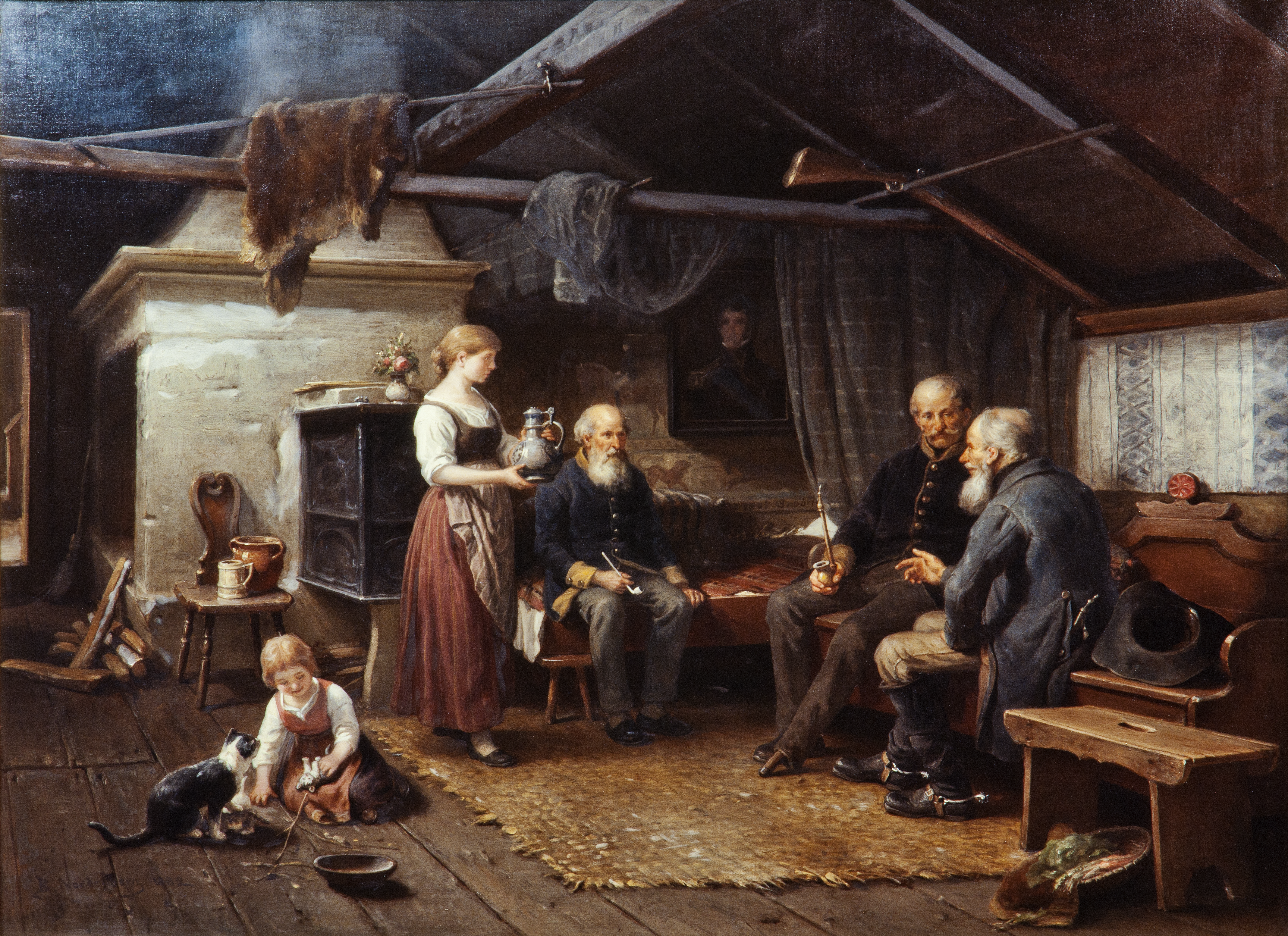
نقاشی کهنه سربازان (۱۸۸۲)

در هنرهای تجسمی، سبک عبارت است از «... شیوه‌ای متمایز که امکان گروه‌بندی آثار در دسته‌های مرتبط را فراهم می‌کند» یا «... هر روشی متمایز و در نتیجه قابل تشخیص، که در آن یک عمل یا یک مصنوع ساخته می‌شود. یا باید اجرا و ساخته شود». به ظاهر بصری یک اثر هنری اشاره دارد که آن را به آثار دیگر همان هنرمند یا یکی از همان دوره، آموزش، مکان، «مکتب»، جنبش هنری یا فرهنگ باستان‌شناختی مرتبط می‌کند: «مفهوم سبک از دیرباز مطرح بوده‌ است. شیوۀ اصلی مورخ هنر برای طبقه‌بندی آثار هنری؛ او بر اساس سبک، تاریخ هنر را انتخاب و شکل می‌دهد».
سبک اغلب به سبک همگانی یک دوره، کشور یا گروه فرهنگی، گروهی از هنرمندان یا جنبش هنری، و سبک فردی هنرمند در آن سبک گروهی تقسیم می‌شود. تقسیم‌بندی در هر دو نوع سبک اغلب، به «اوایل»، «میانه» یا «متأخر» انجام می‌شود. در برخی از هنرمندان، برای مثال پیکاسو، این تقسیم‌بندی‌ها ممکن است مشخص باشد و به راحتی قابل مشاهده باشد؛ اما در دیگران، آن‌ها نامحسوس‌تر هستند. سبک‌ها معمولاً پویا هستند و در اغلب دوره‌ها همیشه با یک فرآیند تدریجی تغییر می‌کنند، اگرچه سرعت آن‌ها بسیار متفاوت است، به عنوان نمونه از پیشرفت بسیار کند در سبک هنر پیشاتاریخ یا هنر مصر باستان تا تغییرات سریع در سبک‌های هنر مدرن. سبک‌ها اغلب در یک سری از جهش‌ها، با تغییرات نسبتاً ناگهانی و به دنبال دوره‌های توسعۀ کندتر ایجاد می‌شوند.
به نقل از سوزان سانتاگ در مقاله‌‌ی درباره‌ی سبک، صحبت از سبک یکی از راه‌های صحبت از تمامیت یک اثر هنری است. صحبت از سبک مانند دیگر گفتمان‌های مربوط به تمامیت، باید بر استعاره‌ها استوار باشد و استعاره‌ها گمراه‌کننده‌اند. سبک اصل تصمیم‌گیری در یک اثر هنری است. امضای اراده‌ی هنرمند است و از آن‌جا که انسان قادر به اتخاذ مواضع بی‌شمار است،‌ سبک‌های هنری بی‌شماری نیز برای آثار هنری ممکن و قابل‌تصور است. اگر این تصمیمات هنری را از بیرون، یعنی از نظر تاریخی، در نظر گیری، هم‌واره با یک تحول تاریخی مانند اختراع خط، حروف چاپی متحرک، اختراع و تحول سازهای موسیقی و دسترسی به مواد و مصالح تازه در معماری و مجسمه‌سازی همراه است. این برخورد هرچند صحیح و معتبر است، اما مسائل را به نحو اجتناب‌ناپذیری کلی و کلان می‌نگرد.
پس از تسلط بحث آکادمیک در تاریخ هنر در قرن نوزدهم و اوایل قرن بیستم میلادی، به اصطلاح «تاریخ هنر سبک» در دهه‌های اخیر مورد حملۀ فزاینده‌ای قرار گرفته‌ است و بسیاری از مورخان هنر اکنون ترجیح می‌دهند تا جایی که می‌توانند از طبقه‌بندی سبک‌شناختی اجتناب کنند.

## بررسی اجمالی
سبک های هنری را می‌توانیم بر اساس روش‌های متداول بین هنرمندان یک منطقه یا یک دوره‌ی تاریخی مشخص معرفی کنیم. سبک های هنری متنوع و پراکنده در طول تاریخ هنر، نمایانگر تفاوت‌ها و تغییرات فرهنگی، اجتماعی، و سیاسی در جوامع انسانی هستند. هر اثر هنری در تئوری قابلیت تحلیل بر حسب سبک را دارد. نه دوره‌ها و نه هنرمندان نمی‌توانند از داشتن سبک اجتناب کنند، مگر با بی‌کفایتی کامل، و برعکس نمی‌توان گفت که اشیا یا مناظر طبیعی دارای سبک هستند، زیرا سبک تنها از انتخاب‌های سازنده ناشی می‌شود. این که هنرمند آگاهانه سبک را انتخاب کند یا بتواند سبک خود را شناسایی کند، به سختی مهم است. هنرمندان در جوامع توسعه‌یافتۀ اخیر تمایل دارند که نسبت به سبک خود بسیار آگاه باشند، احتمالاً بیش از حد آگاهانه، در حالی که برای هنرمندان پیشین، انتخاب‌ سبک احتمالاً «تا حد زیادی ناخودآگاه» بوده‌ است.
بیشتر دوره‌های سبک‌شناسی بعداً توسط مورخان هنر شناسایی و تعریف می‌شوند، اما برخی هنرمندان ممکن است سبک خود را تعریف کرده و نام ببرند. اسامی بیشتر سبک‌های قدیمی ابداع مورخان هنر است و برای دست‌اندرکاران آن سبک‌ها قابل درک نبوده‌ است. برخی به عنوان اصطلاحات تمسخرآمیز، از جمله گوتیک، باروک، و روکوکو سرچشمه گرفته‌اند. از سوی دیگر عنوان کوبیسم شناسایی آگاهانه‌ای بود که توسط چند هنرمند ساخته شد؛ به نظر می‌رسد که این کلمه به جای نقاشان، از منتقدان سرچشمه گرفته‌ است، اما به سرعت توسط هنرمندان پذیرفته شد.
هنر غربی، مانند برخی از فرهنگ‌های دیگر، به ویژه هنر چین، تمایل قابل توجهی به احیای سبک‌های «کلاسیک» از گذشته دارد. در تحلیل انتقادی هنرهای تجسمی، سبک یک اثر هنری معمولاً متمایز از شمایل‌نگاری آن تلقی می‌شود که موضوع و محتوای اثر را پوشش می‌دهد، اگر چه برای جاش السنر این تمایز «البته در هیچ مثال واقعی درست نیست؛ اما از نظر لفاظی بسیار مفید بوده‌ است».

## تاریخچۀ مفهوم

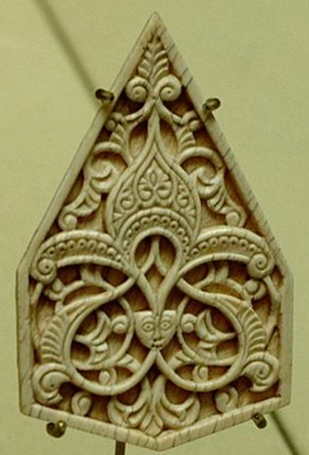
تزیینات اسلامی قرن چهاردهمی از عاج، با محوریت یک برگ نخلی؛ کتاب اشتیل‌فراگن (مسائل‌سبک) اثر: آلوئیس ریگل (۱۸۹۳ میلادی)، سیر تکامل و انتقال چنین نقوشی را دنبال کرد

نوشته‌های نسبتاً معدود نقد هنر کلاسیک در قرون وسطی دربارۀ زیبایی‌شناسی، مفهوم سبک در هنر یا تحلیل آن را چندان توسعه ندادند، و اگر چه نویسندگان دورۀ رنسانس و باروک در مورد هنر به شدت به آنچه ما سبک می‌نامیم توجه داشتند، اما آن‌ها یک نظریۀ منسجم از آن، حداقل در خارج از معماری ایجاد نکردند:
سبک‌های هنری با شرایط فرهنگی تغییر می‌کنند؛ حقیقتی بدیهی برای هر مورخ هنر مدرن، اما ایده‌ای خارق‌العاده در این دوره [اوایل رنسانس و پیش از آن]. همچنین مشخص نیست که چنین ایده‌ای در دوران باستان بیان شده باشد… پلینی به تغییرات در شیوه‌های هنر-ساختی توجه داشت، اما او چنین تغییراتی را به‌خاطر فن‌آوری و ثروت ارتباط می‌داد. وازاری نیز غرابت و از نظر او کمبودهای هنر پیشین را ناشی از عدم دانش فنی و پیچیدگی فرهنگی می‌داند.
جورجو وازاری گزارشی بسیار تأثیرگذار، اما بسیار مورد تردید از توسعۀ سبک در نقاشی ایتالیایی (عمدتاً) از جوتو تا دورۀ مانریستی خود را ارائه کرد. او بر توسعۀ سبک فلورانسی بر اساس طراحی مبتنی‌بر-خط، به جای رنگ ونیزی تأکید کرد. او با دیگر نظریه‌پردازان رنسانس مانند لئون باتیستا آلبرتی به بحث‌های کلاسیک دربارهٔ بهترین شیوۀ تعادل در هنر، میان تصویر واقع‌گرایانه طبیعت و ایده‌آل‌سازی آن ادامه داد؛ این بحث تا قرن نوزدهم میلادی و ظهور مدرنیسم ادامه داشت.
نظریه‌پرداز نئوکلاسیک، یوهان یواخیم وینکلمان، تغییرات سبکی در هنر کلاسیک یونان را در سال ۱۷۶۴ میلادی تجزیه و تحلیل کرد و آن‌ها را از نزدیک با تغییرات هنر رنسانس مقایسه کرد و «گئورگ هگل این تصور را مدون کرد که هر دورۀ تاریخی دارای یک سبک معمول خواهد بود.» سایه‌ای بسیار طولانی که بر مطالعۀ سبک انداخته است. هگل اغلب به اختراع کلمۀ آلمانی تسایتگایست (روح زمانه) نسبت داده می‌شود، اما او هرگز از این کلمه استفاده نکرد، اگرچه در سخنرانی‌های فلسفۀ تاریخ، از عبارت دِر گایست زاینر تسایت (روح زمان خود) استفاده می‌کند و می‌نویسد: «هیچ کس نمی‌تواند از زمان خود پیشی بگیرد، زیرا روح زمان او، روح خود او نیز هست.»
بنای تمهیداتی از سبک‌های هنر و معماری دوره‌ای، از دغدغه‌های اصلی محققان قرن نوزدهم میلادی در زمینۀ جدید و عمدتاً آلمانی‌-زبان تاریخ هنر بود، با نویسندگان مهمی در زمینۀ نظریۀ گستردۀ سبک از جمله: کارل فردریش فون روموهر، گوتفرید زمپر، و آلوئیس ریگل در اشتیل‌فراگن (کتاب مسائل‌سبک) خود در سال ۱۸۹۳ میلادی، با هاینریش ولفلین و پل فرانکل که بحث را در قرن ۲۰ میلادی ادامه دادند. پل یاکوبشتال و یوزف استرزیگوفسکی از جمله مورخان هنر هستند که از ریگل پیروی کردند و طرح‌های بزرگی را برای ردیابی انتقال عناصر سبک‌ها در محدوده‌های زمانی و مکانی بزرگ ارائه کردند. این نوع تاریخ هنر به فرمالیسم، یا مطالعۀ فرم‌ها یا اشکال در هنر نیز معروف است.
زمپر، ولفلین و فرانکل و بعداً آکرمن پیشینه‌هایی در تاریخ معماری داشتند و مانند بسیاری از اصطلاحات دیگر برای سبک‌های دوره، چون «رومانسک» و «گوتیک» در ابتدا برای توصیف سبک‌های معماری ابداع کردند، که در آن تغییرات عمده میان سبک‌ها می‌تواند واضح‌تر و آسان‌تر برای تعریف باشد، به ویژه به این دلیل که سبک در معماری با پیروی از یک مجموعه قوانین آسان‌تر از سبک در هنرهای فیگوراتیو مانند نقاشی است. اصطلاحاتی که برای توصیف دوره‌های معماری به وجود آمده‌اند، اغلب متعاقباً در حوزه‌های دیگر هنرهای تجسمی به کار می‌روند، و سپس به‌ طور گسترده‌تر در موسیقی، ادبیات و فرهنگ عمومی به کار می‌روند.
در معماری، تغییر سبک اغلب به دنبال کشف تکنیک‌ها یا مصالح جدید، از طاق جناغی به سبک گوتیک تا سازه‌های فلزی و بتن مسلح مدرن، به وجود می‌آید. یک حوزۀ اصلی بحث در تاریخ هنر و باستان‌شناسی این بوده‌ است که تا چه حد تغییر سبک در زمینه‌های دیگر مانند نقاشی یا سفال‌گری نیز پاسخی به امکانات فنی جدید است، یا انگیزۀ خاص خود را برای توسعه دارد (کونست‌وُلن [میل‌هنری] از ریگل)، یا تغییرات در پاسخ به عوامل اجتماعی و اقتصادی مؤثر بر حمایت و شرایط هنرمند، همان‌ گونه که تفکر کنونی تمایل دارد بر آن تأکید کند، با استفاده از نسخه‌های کمتر سفت و سخت‌تر از تاریخ هنر مارکسیستی.
اگرچه سبک به عنوان یک مؤلفۀ اصلی تحلیل تاریخی هنر به خوبی تثبیت شده بود، با توجه به اینکه آن را عامل اصلی تاریخ هنر می‌دانستیم، در جنگ جهانی دوم از مُد افتاده بود، زیرا روش‌های دیگر نگاه به هنر در حال توسعه بود، و همچنین واکنشی در برابر تأکید بر سبک؛ برای سوتلانا آلپرز، «استعمال عادی سبک در تاریخ هنر در واقع امری افسرده کننده است». به گفتۀ جیمز الکینز «در اواخر قرن بیستم، انتقاد از سبک با هدف کاهش بیشتر عناصر هگلیِ این مفهوم و حفظ آن به شکلی بود که به راحتی قابل کنترل باشد.». مایر شاپیرو، جیمز آکرمن، ارنست گامبریچ و جورج کوبلر (شکل زمان: ملاحظاتی دربارۀ تاریخ اشیاء، ۱۹۶۲ میلادی) سهم قابل توجهی در این بحث داشته‌اند، که همچنین بر تحولات گسترده‌تری در نظریۀ انتقادی متمرکز شده‌ است. در سال ۲۰۱۰ میلادی جاش السنر آن را با شدت بیشتری بیان کرد: «تقریباً در تمام قرن بیستم میلادی، تاریخ هنر سبک، سلطان مسلم این رشته بوده‌ است، اما از زمان انقلاب‌های دهۀ هفتاد و هشتاد، پادشاه مرده‌ است». اگرچه مقالۀ او راه‌هایی را بررسی می‌کند که در آن «تاریخ هنر سبک» زنده می‌ماند، و نظر او به سختی برای باستان‌شناسی قابل استفاده است.
به نظر می‌رسد که استفاده از اصطلاحاتی مانند کنتر-مانیرا رو به کاهش است، زیرا بی‌حوصلگی نسبت به چنین «برچسب‌های سبک» در میان مورخان هنر افزایش می‌یابد. در سال ۲۰۰۰ میلادی مارسیا بی. هال، مورخ هنر برجستۀ نقاشی ایتالیایی قرن ۱۶ میلادی و مربی سیدنی جوزف فریدبرگ (۱۹۹۷–۱۹۱۴ میلادی)، که این اصطلاح را ابداع کرد، توسط منتقدی دربارۀ کتاب وی با عنوان: پس از رافائل: نقاشی در ایتالیای مرکزی در قرن شانزدهم میلادی، به دلیل «نقص اساسی» او در ادامۀ استفاده از این و سایر اصطلاحات، علیرغم عذرخواهی «یادداشت در مورد برچسب‌های سبک» در ابتدای کتاب و قول به حداقل رساندن استفاده از آن‌ها، انتقاد کرد.

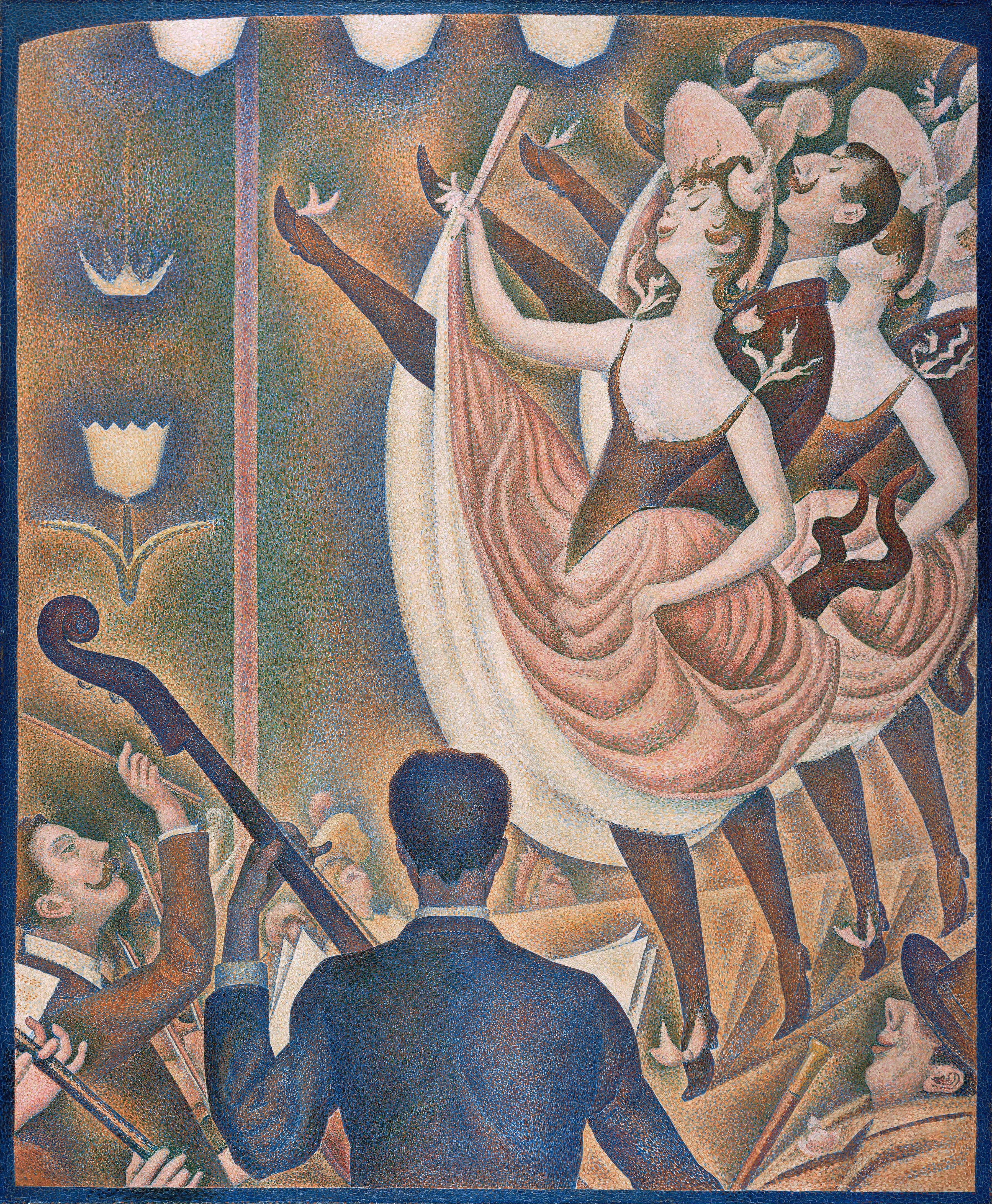
تکنیک و سبک بسیار فردی ژرژ سورا، «هیاهو»، ۱۸۹۰–۱۸۸۹ میلادی، موزۀ کرولر-مولر، هلند

تلاش نادر اخیر برای ایجاد نظریه‌ای برای توضیح فرآیند محرک تغییرات در سبک هنری، نه صرفاً نظریه‌هایی در مورد چگونگی توصیف و طبقه‌بندی آن‌ها، توسط روانشناس رفتاری کالین مارتیندیل است که نظریۀ تکاملی را بر اساس اصول داروینی ارائه کرده‌ است. با این حال نمی‌توان گفت که این موضوع در میان مورخان هنر مورد حمایت زیادی قرار گرفته‌ است.

## سبک فردی
تاریخ هنر سنتی همچنین تأکید زیادی بر سبک فردی، که گاهی سبک امضاء یک هنرمند نامیده می‌شود، داشته‌ است: «مفهوم سبک شخصی — این که فردیت را می‌توان به‌ طور منحصر به فرد نه تنها در شیوۀ ترسیم یک هنرمند، بلکه همچنین در ویژگی‌های سبکی نوشتار یک نویسنده بیان کرد (به عنوان مثال) — شاید امری بدیهی از مفاهیم غربی از هویت باشد.». شناسایی سبک‌های فردی به‌ ویژه در انتساب آثار به هنرمندان، که عاملی غالب در ارزش‌گذاری آن‌ها برای بازار هنر است، بیش از همه برای آثار سنت غربی پس از دوران رنسانس است. شناسایی سبک فردی در آثار «اساساً به گروهی از متخصصان در این زمینه موسوم به خبره‌ها اختصاص داده می‌شود»، گروهی که در تجارت هنر و موزه‌ها، اغلب تنش‌هایی میان آن‌ها و جامعۀ مورخان دانشگاهی هنر همراه است.
عوامل بررسی توسط خبره‌گان تا حد زیادی موضوع برداشت‌های ذهنی است که تجزیه و تحلیل آن‌ها دشوار است، اما همچنین به دانستن جزئیات تکنیک و «دست» هنرمندان مختلف بستگی دارد. جیووانی مورلی (۱۸۹۱–۱۸۱۶ میلادی) پیشگام مطالعۀ تشخیصی سیستماتیکِ بررسی دقیق جزئیات کوچک بود که کوتاه‌نویسی و قراردادهای به ندرت آگاهانۀ هنرمندان را برای به تصویر کشیدن، به عنوان مثال، گوش یا دست، در نقاشی‌های اساتید قدیمی غربی آشکار می‌کرد. تکنیک‌های او توسط برنارد برنسون و دیگران پذیرفته شد، و در مجسمه‌سازی و بسیاری از انواع هنرهای دیگر، به عنوان مثال توسط سِر جان بیزلی برای نقاشی گلدان آتیک استفاده شده‌ است. تکنیک‌های شخصی می‌تواند در تحلیل سبک فردی مهم باشد. اگر چه آموزش هنرمندان قبل از مدرنیسم اساساً تقلیدی بود؛ آموزشی با تکیه بر روش‌های فنی، چه به عنوان شاگرد در یک کارگاه یا بعداً به عنوان دانشجو در یک آکادمی، اما همیشه جایی برای تنوع شخصی وجود داشت. ایدۀ «اسرار» فنی که به شدت توسط استادی که آن‌ها را توسعه داده محافظت می‌شود، یک موضوع دیرپای در تاریخ هنر است، از روایت احتمالاً اسطوره‌ای وازاری از یان وان آیک تا عادات پنهانی ژرژ سورا.

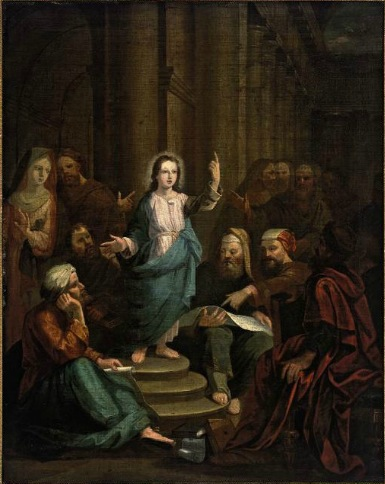
نقاشی مسیح در میان پزشکان، که توسط: کریستیز به عنوان «شیوۀ رامبرانت هارمنزون فان راین» فهرست‌بندی شد و در سال ۲۰۱۰ میلادی به قیمت ۷۵۰ پوند فروخته شد

با این حال، ایدۀ سبک شخصی مطمئناً به سنت غربی محدود نمی‌شود. در هنر چینی به همان اندازه عمیقاً مورد توجه است، اما به‌ طور سنتی به عنوان عاملی در قدردانی از برخی از انواع هنرها، بالاتر از همه خوشنویسی و نقاشی ادبی، اما نه دیگران، چون پرسلان چینی، تلقی می‌شود. تمایزی که اغلب در هنرهای به اصطلاح تزئینی در غرب دیده می شود. نقاشی چینی همچنین امکان بیان دیدگاه‌های سیاسی و اجتماعی توسط هنرمند را بسیار زودتر از آنچه در غرب به‌ طور معمول مشاهده می‌شود، فراهم می‌کند. خوشنویسی که در جهان اسلام و شرق آسیا نیز به عنوان یک هنر زیبا تلقی می‌شود، عرصۀ جدیدی را در محدودۀ سبک شخصی به ارمغان می‌آورد. آرمان خوشنویسی غربی سرکوب سبک فردی است، در صورتی که گرافولوژی که بر آن تکیه دارد خود را یک علم می‌داند.
ادوارد ادواردز نقاش در حکایت‌های نقاشان (۱۸۰۸ میلادی) می‌گوید: «شیوه قلم‌زنی آقای گینزبرا آنقدر برای خودش عجیب بود که کارش نیازی به امضا نداشت». نمونه‌هایی از سبک‌های شدیداً فردی عبارتند از: هنر کوبیستِ پابلو پیکاسو، سبک پاپ آرتِ اندی وارهول، سبک امپرسیونیستیِ ونسان ون گوگ، نقاشیِ قطره‌ای جکسون پولاک.

## شیوه
«شیوه» (به انگلیسی: Manner) یک اصطلاح مرتبط است، که اغلب برای آنچه در واقع تقسیم‌بندی فرعی از تاثیرپذیری از یک سبک، و احتمالاً بر نقاط خاصی از یک سبک یا تکنیک متمرکز است، استفاده می‌شود. در حالی که بسیاری از عناصر سبک دوره‌ای را می‌توان به فرم‌ها یا اشکال مشخص تقلیل داد، که می‌تواند به اندازۀ کافی در نمودارهای-خطی ساده نشان داده شود، «شیوه» بیشتر به معنای سبک و فضای کلی یک اثر، به ویژه آثار پیچیده مانند نقاشی‌هایی که به این راحتی نمی‌توانند مورد تحلیل دقیق قرار گیرند، است. این یک اصطلاح تا حدودی در تاریخ هنر دانشگاهی منسوخ شده است و از به کار بردن آن اجتناب می‌شود، زیرا نادقیق است. هنگامی که از آن استفاده می‌شود اغلب در زمینۀ تقلید از سبک فردی یک هنرمند است، و یکی از سلسله مراتب اصطلاحات محتاطانه یا دیپلماتیک است که در تجارت هنر برای رابطۀ بین یک اثر برای فروش و یک اثر شناخته شده استفاده می‌شود. هنرمند، با «شیوۀ رامبرانت» نشان می‌دهد که رابطه‌ای دور بین سبک کار و سبک خود رامبرانت وجود دارد. «توضیح شیوه فهرست‌نویسی» حراج‌گذاران کریستیز توضیح می‌دهد که «روش …» در کاتالوگ‌های حراجی آن‌ها به معنای: «به نظر ما اثری که به سبک هنرمند اجرا شده اما به تاریخ متأخرتر» است. منریسم (شیوه‌گرایی)، برگرفته از مانیرای ایتالیایی («شیوه») مرحله خاصی از سبک عمومی رنسانس است، اما «شیوه» را می‌توان بسیار گسترده استفاده کرد.

## سبک در باستان‌شناسی

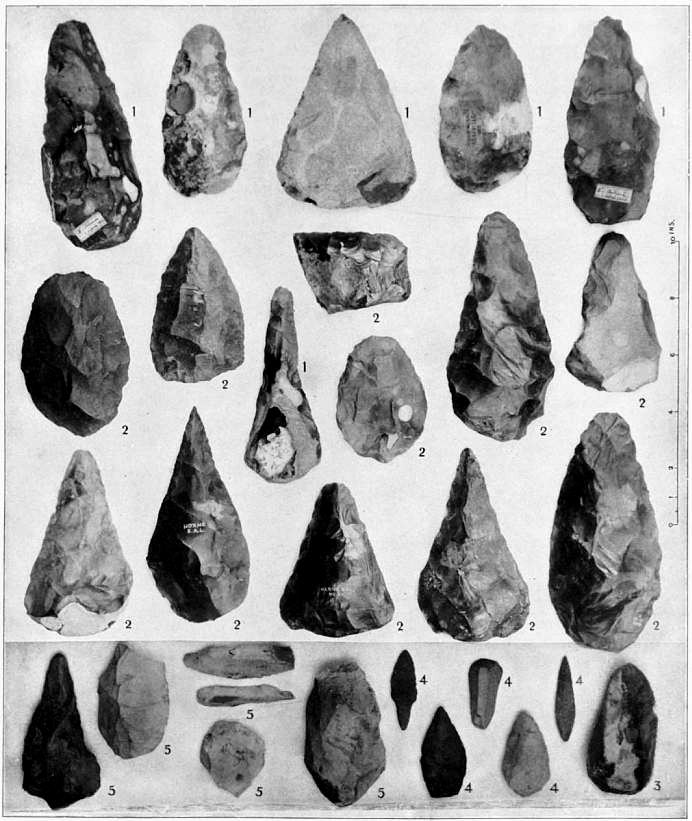
ابزارهای سنگی پارینه‌سنگی بر اساس دوره گروه‌بندی شده‌اند

در باستان‌شناسی، علی‌رغم تکنیک‌های مدرن مانند تاریخ‌گذاری رادیوکربنی، دوره یا سبک فرهنگی ابزاری حیاتی در شناسایی و تاریخ‌گذاری نه تنها آثار هنری، بلکه همۀ طبقات مصنوعات باستان‌شناسی، از جمله آثار صرفاً کاربردی است (با نادیده گرفتن این سؤال که آیا مصنوعات صرفاً کاربردی وجود دارند یا خیر). شناسایی سبک‌های فردی هنرمندان یا صنعتگران نیز در برخی موارد حتی برای دوره‌های دور مانند هنر عصر یخبندان در پارینه‌سنگی زبرین اروپا پیشنهاد شده‌ است.
همان‌طور که در تاریخ هنر، تحلیل فُرمال مورفولوژی (شکل) مصنوعات فردی نقطه شروع است. این برای ساختن گونه‌شناسی برای انواع مختلف مصنوعات استفاده می‌شود، و با تکنیک پیایه‌بندی، یک تاریخ‌گذاری نسبی بر اساس سبک برای یک سایت یا گروهی از سایت‌ها به دست می‌آید که در آن‌ها نمی‌توان از تکنیک‌های تاریخ‌گذاری مطلق علمی استفاده کرد، به ویژه در مواردی که فقط سنگ، سرامیک یا مصنوعات یا بقایای فلزی در دسترس هستند، که اغلب چنین است. تکه‌های سفال اغلب در مکان‌هایی از فرهنگ‌ها و دوره‌های مختلف بسیار زیاد است، و حتی قطعات کوچک ممکن است با اطمینان از سبک آن‌ها تاریخ‌گذاری شوند. برخلاف روندهای اخیر در تاریخ هنر دانشگاهی، توالی مکاتب تئوری باستان‌شناسی در قرن اخیر، از باستان‌شناسی فرهنگی-تاریخی تا باستان‌شناسی روندگرا و در نهایت ظهور باستان‌شناسی پساروندگرا در دهه‌های اخیر به میزان قابل توجهی از اهمیت باستان‌شناسی کاسته نشده‌است. بررسی سبک در باستان‌شناسی، به عنوان مبنایی برای طبقه‌بندی اشیاء قبل از تفسیر بیشتر.

## سبک‌وار

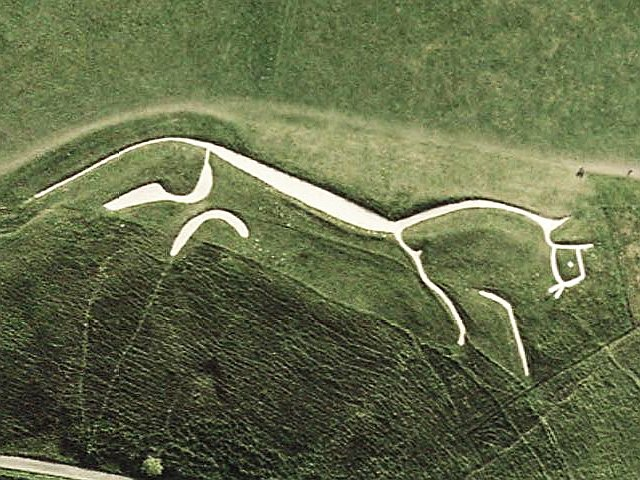
نمای هوایی بسیار سبک‌وار از اسب سپید آفینگتون ماقبل تاریخ در انگلستان

سبک‌‌وار (Stylization) و استایلیزه (Stylized) [یا سبک‌سازی (Stylisation) و ایجادسبک (Stylised) به ترتیب در انگلیسی بریتانیایی (غیر-آکسفورد)] معنای مشخص‌تری دارند، به تصاویر بصری اشاره می‌کنند که از روش‌های ساده‌سازی شده برای بازنمایی اشیاء یا صحنه‌هایی استفاده می‌کنند که سعی در نمایش کامل، جامع و دقیق ندارند. ظاهر بصری آن‌ها (تقلید یا «واقع‌گرا») که یک تصویر کلی جذاب یا رسا را ترجیح می‌دهند. از نظر فنی‌تر، «تعمیم تزئینی فیگورها و اشیاء با استفاده از تکنیک‌های مرسوم مختلف، از جمله ساده‌سازی خط، فرم و روابط فضا و رنگ» و مشاهده شده‌ است که «هنر سبک‌وار ادراک بصری را به ساختارهایی از الگو در خط، جزئیات سطح و فضای مسطح کاهش می‌دهد.»
هنرهای باستانی، سنتی و مدرن، و همچنین فرم‌های رایج مانند کارتون یا پویانمایی اغلب از نمایش‌های سبک‌وار استفاده می‌کنند، بنابراین برای مثال، سیمپسون‌ها مانند هنر آفریقایی سنتی، از تصاویر بسیار سبک‌وار استفاده می‌کنند. دو تابلوی پیکاسو که در بالای این صفحه نشان داده شده‌اند، حرکتی را برای نمایش سبک‌تر از پیکر انسان در سبک نقاش نشان می‌دهند، و اسب سپید آفینگتون نمونه‌ای از تصویر بسیار سبک‌وار ماقبل تاریخ از اسب است. نقوش در هنرهای تزئینی مانند برگ نخلی یا اسلیمی اغلب نسخه‌های بسیار سبک‌وار از اجزاء گیاهان هستند.
حتی در هنری که به‌ طور کلی سعی در تقلید یا «رئالیسم» دارد، درجه‌ای از سبک‌سازی اغلب در جزئیات، و به‌ویژه چهره‌ها یا سایر ویژگی‌ها در مقیاس کوچک، مانند افراد یا درختان و غیره در پس‌زمینۀ دور، حتی یک اثر بزرگ، دیده می‌شود. اما این سبک‌سازی نیست که مورد توجه بیننده قرار گیرد، مگر با بررسی دقیق. ترسیمات، پیش‌نمونه‌ها و سایر پیش‌طرح‌هایی که به‌عنوان آثار نهایی برای فروش در نظر گرفته نشده‌اند نیز اغلب سبک‌وار می‌شوند.
«سبک‌وار» ممکن است به معنای پذیرش هر سبکی در هر زمینه‌ای باشد، و در انگلیسی آمریکایی اغلب برای سبک تایپوگرافی نام‌ها استفاده می‌شود، همان‌طور که در «ای‌تی‌اندتی (AT&T) نیز به عنوان ATT و at&t استایلیزه می‌شود»: این یک کاربرد خاص است که به نظر می‌رسد از فرهنگ لغت گریز شده‌ است، اگرچه بسط کوچکی از سایر معانی موجود کلمه است.

## شناسایی کامپیوتری
در آزمایشی در سال ۲۰۱۲ میلادی در دانشگاه فن‌آوری لارنس در میشیگان، یک کامپیوتر تقریباً ۱۰۰۰ نقاشی از ۳۴ هنرمند مشهور را با استفاده از یک الگوریتم توسعه‌یافته، مورد تجزیه و تحلیل قرار داد و آن‌ها را در دسته‌های سبکی مشابه با مورخان هنر انسانی قرار داد. تجزیه و تحلیل شامل نمونه‌برداری از بیش از ۴۰۰۰ ویژگی بصری در هر اثر هنری بود.

## چند عنوان
در هنر با توجه به نوع رسانه سبک‌های گوناگونی وجود دارد، برخی هم‌نام هستند و برخی کاملاً مختص همان هنر. معدودی از شناخته‌شده‌ترین آن‌ها عبارتند از:
- کلاسیسیسم
- نئوکلاسیسیسم
- باروک
- روکوکو
- گوتیک
- رُمانتیک‌گرایی (رومانتیسیسم)
- واقع‌گرایی (رئالیسم)
- دریافتگری (امپرسیونیسم)
- هیجان‌نمایی (اکسپرسیونیسم)
- ساختگرایی (کانستراکتیویسم)
- فوویسم (دَدگرایی)
- حجم‌گرایی (کوبیسم)
- آینده‌گری (فوتوریسم)
- دادا (دادائیسم)
- فراواقع‌گرایی (سوررئالیسم)
- هنر همگانی (پاپ آرت)
- هنر دیدگانی (اُپ آرت)
- نوگرایی (مدرنیسم)
- کمینه‌گرایی (مینیمالیسم)
- فرا-انگاشت (ترانسپرسیونیسم)
- دوران‌گری (ورتیسیسم)
- راست‌خط‌کاری (پرسیژنیسم)
- پسانوگرایی (پست‌مدرنیسم)
- ساختارشکنی (دیکانستراکشن)
- و...

## مطالعه بیشتر
- «کاربردهای سبک در باستان‌شناسی»، کانکی، مارگارت دبلیو.، هاستورف، کریستین آن (ویرایشگران)؛ ۱۹۹۰ میلادی، کمبریج: انتشارات دانشگاه کمبریج، (بررسی توسط کلمنسی چیس کوگینز در مجلۀ باستان‌شناسی میدانی، ۱۹۹۲ میلادی)، از جی‌استور.
- «تکرارها: باستان‌شناسی، تاریخ هنر، روانکاوی»، دیویس، دبلیو.؛ پنسیلوانیا: انتشارات دانشگاه ایالتی پنسیلوانیا، ۱۹۹۶ میلادی. (فصل «سبک و تاریخ در تاریخ هنر»، صفحات ۱۹۸–۱۷۱). شابک: ۰-۲۷۱-۰۱۵۲۴-۱
- «سه مقاله دربارهٔ سبک»، پانوفسکی، اروین؛ کمبریج، ماساچوست، انتشارات ام‌آی‌تی، ۱۹۹۵ میلادی. شابک: ۰-۲۶۲-۱۶۱۵۱-۶
- «سبک»، در «نظریه و فلسفهٔ هنر: سبک، هنرمند و جامعه»، شاپیرو، مایر؛ نیویورک: جورج برزیلر، ۱۹۹۵ میلادی، ۱۰۲–۵۱.
- «دربارهٔ منابع سبک جانوری سکایی»، مردم‌شناسی قطب شمال، شر، یاکوف ای.؛ جلد. ۲۵، شماره ۲، ۱۹۸۸ میلادی، صفحات ۶۰–۴۷، انتشارات دانشگاه ویسکانسین، جی‌استور؛ ص ۵۱–۵۰، دربارهٔ دشواری تسخیر سبک در کلمات بحث می‌کند.
- «زیبایی‌شناسی و چندوجهی بودن سبک»، سیفکس، مارتین، آریلی، امانوئل؛ ۲۰۱۸ میلادی، نیویورک، پیتر لانگ، شابک: ۹۷۸۳۶۳۱۷۳۹۴۲۶
- «سبک در هنر چین»، واتسون، ویلیام؛ ۱۹۷۴ میلادی، نشر پنگوئن، شابک: ۰۱۴۰۲۱۸۶۳۷
- «اصول تاریخ هنر. مسئله توسعهٔ سبک در هنرهای متأخر»، ولفلین، هاینریش؛ ترجمه شده از ویرایش هفتم آلمانی (۱۹۲۹ میلادی)، به انگلیسی توسط: ام. دی. هاتینگر، انتشارات دوور نیویورک، ۱۹۵۰ میلادی و چندین تجدید چاپ.
- همچنین به فهرست‌های السنر، ۱۰۹–۱۰۸ و الکینز مراجعه کنید.